# 568 г. пр.н.е.

## Събития

### В Азия

#### Във Вавилония
- Навуходоносор II (605 – 562 г. пр.н.е.) е цар на Вавилония.[1]
- През 568/7 г. пр.н.е. царят предприема поход срещу Египет, който не оставя трайни последици, но е съчетан с кампания в Ливан за подсигуряване на снабдяването с дървен материал.[2]

#### В Мидия
- Астиаг (585/4 – 550/9 г. пр.н.е.) е цар на Мидия.[3]

### В Африка

#### В Египет
- Фараон на Египет е Амасис II (570 – 526 г. пр.н.е).[4]

### В Европа
- В Гърция се провеждат 53-тe Олимпийски игри:
  - Победител в дисциплината бягане на разстояние един стадий става Хагнон от Пепаретос.[5]
  - Състезанието по бокс е спечелено от Тисандър от Наксос, който става шампион през 572 г. пр.н.е. и след тези в две поредни олимпийски игри.[6]